# Marcus Miller (album)
Marcus Miller è il secondo album di Marcus Miller ed è stato pubblicato nel 1984.

## Tracce
Tutte le tracce sono state scritte da Miller.
1. "Unforgettable"
2. "Is There Anything I Can Do"
3. "Superspy"
4. "Juice"
5. "I Could Give You More"
6. "Perfect Guy"
7. "My Best Friend's Girlfriend"
8. "Nadine"